# Dundee College
Dundee College est un college (établissement d'enseignement supérieur) de la ville écossaise de Dundee.

## Histoire
Le college fut fondé en 1985 lors de la fusion du Dundee College of Commerce et du Kingsway Technical College. Il dispense des cours à des élèves de plus de seize ans, leur permettant l'accès aux diplômes scolaires Higher Grade, ainsi qu'à un enseignement spécialisé et un apprentissage du niveau de l'enseignement supérieur. Le college compte aujourd'hui 23 243 étudiants (3 088 à temps plein et 20 155 à temps partiel).

## Campus et enseignement
Dundee College compte quatre campus principaux à Dundee : Kingsway Campus et Constitution Campus près du centre-ville, Melrose Campus à Stobswell et Graham Street Campus.
Le College gère des centres d'enseignement à distance Learndirect Scotland sur ses différents campus, mais aussi à Overgate Centre en centre-ville.
Un Centre des Nouveaux Médias (New Media Centre) a récemment été ouvert ; il offre aux étudiants l'accès aux nouvelles technologies utilisées dans l'industrie des médias et de la communication, tels le web design, les logiciels de développement graphique et d'animation. Le College possède également The Space, qui abrite la Scottish School of Contemporary Dance, et a été inauguré par la reine Élisabeth II lors de son jubilé d'or en 2002.
Une étroite coopération avec les autres universités de la ville et les écoles permet également au Dundee College de fournir des cours d'initiation technique aux lycéens de 14 et 15 ans.